# Androcymbium natalense
Androcymbium natalense är en tidlöseväxtart som beskrevs av John Gilbert Baker. Androcymbium natalense ingår i släktet Androcymbium och familjen tidlöseväxter. Inga underarter finns listade i Catalogue of Life.